# Jesenica (Svobodni potok)
Jesenica je potok v Karavankah, ki nastane z združitvijo Črnega potoka in Belega potoka ter njegovega pritoka Beli graben. Teče skozi vas Planina pod Golico in se izliva v Svobodni potok, ki se na Jesenicah kot levi pritok izlije v Savo Dolinko.